# Ендометриоза
Ендометриоза е заболяване, при което тъкан подобна на тъканта от вътрешната обвивка на матката (ендометриумът, от endo – вътре, и metra – матка) се установява извън нея, обикновено в други органи в областта на таза.
Това може да доведе до проблеми като: 
болки в тазовата област, включително в долната част на гърба преди или по време на менструация;
болка при ходене до тоалетна;
хронична болка в тазовата област;
хронична умора;
болка по време на (или след) сексуален контакт;
трудности при забременяване;
образуване на „шоколадови“ кисти (с плътна обвивка, които не изчезват сами) в яйчниците;
проблеми с храносмилането;
чести подувания на корема след хранене (образуване на т.нар. „ендо-коремче“);
хранителни непоносимости;
промени в теглото, най-често качване на килограми, които не могат да се свалят нито със спорт, нито с диети, но може да се среща и обратното - сваляне на килограми вследствие на целенасочено отбягване на видове храни с цел да се контролира честото подуване на корема;
хормонален дисбаланс – нивата половите хормони (прогестерон, естроген), хормоните на щитовидната жлеза и стресовите хормони варират и често са в силно понижени или силно завишени стойности; понижена инсулинова чувствителност;
чести инфекции (пикочен мехур, пикочни пътища, бъбреци):
чести вагинални инфекции, особено с Candida Albicans;
понижен имунитет;
недостиг на ключови микро и макро елементи и витамини – вит. Д, вит. B12, магнезий и др.
нервни разстройства – депресии, тревожност, brain fog (замъгляване на съзнанието), усещане за безпомощност и др.;
чести главоболия
повишена температура, обикновено траен субфебрилитет;
И др.  
Много хора не осъзнават, че това са симптоми на ендометриоза, защото могат да бъдат симптоми и на редица други заболявания. Тази липса на информация често води до забавяне на лечението. Естеството им освен това е много специфично и за някои от тях трудно се споделя. Специално що се отнася до болките при сексуален акт – за тях се говори много рядко и често дори не се споменават и при гинеколога. Другият проблем е, че често се смята, че болката по време на менструация е нещо нормално, но това не е така. Тя винаги е признак на проблем и знак, че трябва да си обърнем внимание.
Особеното при ендометриозата е, че може да има явни симптоми, но може да се развива и почти безсимптомно, като стадия, в който е категоризирана, няма отношение към количеството или интензитета на симптомите.
Допълнителен проблем за диагностицирането е, че голяма част от симптомите се отнасят и до редица други заболявания, включително автоимунни.
Диагнозата ендометриоза НЕ значи автоматично безплодие, напротив, множество жени с ендометриоза забременяват и раждат съвсем нормално. Все пак между 20 и 40% от жените, които се лекуват от безплодие, са в тази ситуация поради усложнения, свързани с ендометриоза. Затова е важно да бъде диагностицирана рано и да се третира адекватно.

Ендометриозата се среща най-често при жени в репродуктивна възраст.
Ендометриумът е вътрешната обвивка на матката (лигавицата на матката). Ако отделената от яйчниците яйцеклетка бъде оплодена, тя се закрепва именно в ендометриума. Всеки менструален цикъл завършва с изхвърляне на маточната лигавица (ендометриума) – това става по време на менструация. Разположението на ендометриума е по вътрешността на матката. При наличие на ендометриоза клетки подобна на ендометриума, които се разпространяват най-често в коремната област около таза – яйчниците, където се наричат „шоколадови кисти“ (ендометриоми), на фалопиевите тръби, по долната част на матката, по уретерозните връзки (които придържат матката на мястото ѝ), на червата и пикочния мехур и на обвивката на таза (пертионеум).
В редки случаи ендометриоза може да се открие извън тазовата кухина. Това е заболяване, което се открива единствено с лапароскопия и се лекува бавно и продължително.
Състоянието не е животозастрашаващо, но заради множеството сериозни симптоми може да има сериозен ефект върху физическото, умственото и социалното благосъстояние на засегнатите и потенциално да засегне тяхната работоспособност, както и да окаже сериозно въздействие върху взаимоотношенията, включително интимните, социалните дейности и в някои случаи и плодовитостта.
Повечето жени с ендометриоза развиват и съпъстващи заболявания. Някои изследвания потвърждават завишения риск за развитие на автоимунно заболяване при наличие на ендометриоза.

## Симптоми
Чести симптоми на ендометриозата са силна болка преди менструацията, безплодие, нарушения в менструалния цикъл (променя се дължината му). Болката по принцип настъпва няколко дни преди самата менструация и продължава до 2 – 3 дни по време на самата менструация. Наподобява симптомите на болезнената менструация. Подобна болка може да се появи и по време на овулацията (около 14 дена преди менструацията или около средата на цикъла). При някои жени се наблюдава болка и по време на полов акт, засилваща се около датата на менструацията. Рядко, но все пак срещана, е и болката по време на уриниране. При наличие на ендометриоза е възможно в урината да се появи и кръв, а също и газове в червата, като това може да не е съпроводено с болка. Ендометриозата често води след себе си и безплодие. Друг недоказан признак на ендометриозата е повтарящо се месечно кръвотечение от носа. Много трудно е ендометриланата тъкан да достигне дотам, но ако пациентът има такива симптоми, непременно трябва да съобщи на лекаря си.

## Диагностициране
По време на ултразвуков преглед е възможно да се видят големите ендометриозни кисти. Но това е признак, че заболяването е в доста напреднал стадий. По този начин не може да се открие заболяването в по-ранна фаза и да се вземат необходимите мерки. Това става единствено с лапароскопско изследване.

## Лечение
Два са установените в България начини за лекуване на ендометриозата – хирургически и медикаментозно. Лечението започва с лекарствени препарати и ако не даде ефект, се преминава към хирургическа намеса чрез лапароскопия. Дори и сред отстраняване на кисти, в по-напреднал стадий на заболяването те могат да се появят отново. Често се практикува потискане на дадени хормони в организма с цел да бъде спрян месечният цикъл. По този начин и ендометриалните кисти няма с какво да се „хранят“ и не порастват.
Във всички случаи ендометриозата трябва да се лекува! В противен случай заболяването може да доведе до стерилитет.
Известни са случаи, когато, в крайна фаза на ендометриоза и при перфорация на шоколадова киста, може да се стигне до образуване на сепсис и перитонит - тъй. нар. гинекологичен перитонит.